# Туомисто, Сату
Сату Синикка Туомисто (фин. Satu Tuomisto; 17 февраля 1986, Тампере, Финляндия) — финская модель и телеведущая.
Победительница конкурса красоты Мисс Финляндия 2008 года. В том же году участвовала в конкурсе красоты Мисс Европа. До этого работала моделью.
В 2006 года была выбрана лицом Miss Tampere Open. Тогда же стала победительницей конкурса Мисс Фестиваль 2006. Участница конкурса красоты Мисс Вселенная 2008, однако не попала в топ-15.
Вела несколько передач на телевидении.
В феврале 2016 года обручилась с Петри Аарнио (фин. Petri Aarnio), в августе 2017 года они поженились. Развелись летом 2019 года.